# Vikos-Schlucht

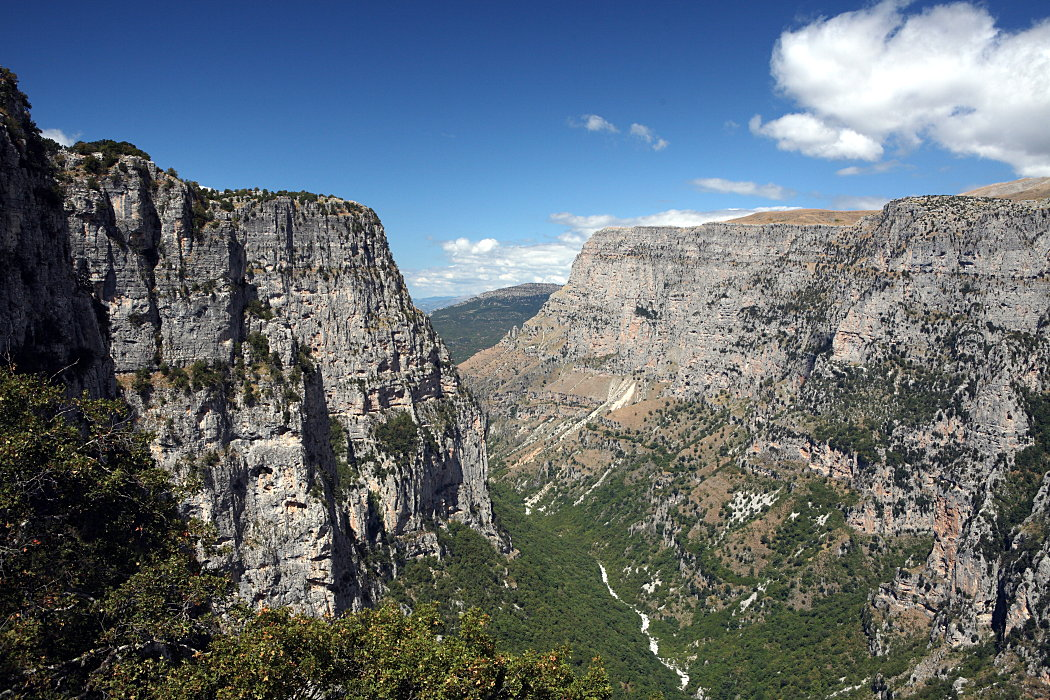
Sicht von Oxia, nahe dem Dorf Monodendri

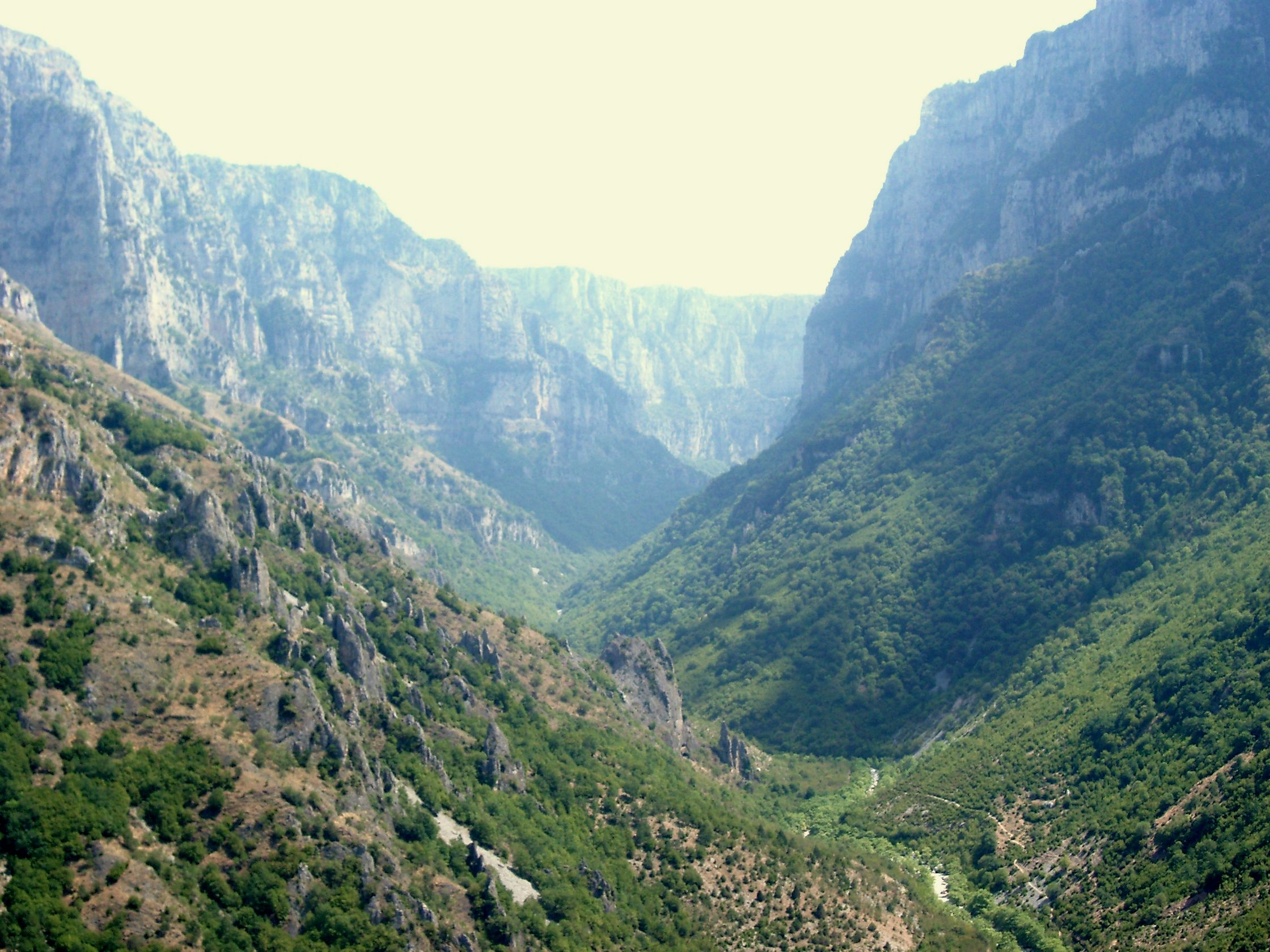
Talboden der Schlucht

Die Vikos-Schlucht (griechisch Φαράγγι του Βίκου Farángi tou Víkou) ist eine Schlucht im Pindos-Gebirge im nordwestlichen Epirus in Griechenland. Über eine Länge von knapp 10 km erstreckt sie sich begrenzt im Westen durch das Bergmassiv Stouros und im Osten durch das Bergmassiv des Tymfi (vor allem dessen Gipfel Astraka) vom Dorf Monodendri bis zum Dorf Vikos bzw. Papingo südwestlich von Konitsa. Der Bach bzw. Fluss Vikos durchfließt die Schlucht und vereinigt sich am nördlichen Ausgang der Schlucht mit anderen Quellzuflüssen zum Fluss Voidomatis.
Die Angaben über die maximale Tiefe der Schlucht differieren erheblich und schwanken zwischen 600 m und knapp 1.000 m. Im Guinness-Buch der Rekorde ist sie als tiefste Schlucht der Welt eingetragen, wobei das Verhältnis zwischen Tiefe und Breite als maßgebliches Kriterium definiert wurde.
Nordöstlich der Ortschaft Monodendri trifft die Nebenschlucht Megas Lakkos von Osten her aus dem Tymfi-Massiv kommend auf die eigentliche Vikos-Schlucht. Gegenüber diesem Aufeinandertreffen der beiden Schluchten befindet sich der Aussichtspunkt Oxia (⊙).

## Flora und Fauna
Die trotz zunehmendem Tourismus immer noch nahezu unberührte Landschaft beherbergt einen ungewöhnlichen Reichtum an Flora und Fauna. Geier und Adler, die an den steilen Klippen der Schlucht nisten, sind hier häufig zu beobachten. Außerdem haben hier Bären, Wölfe und Wildkatzen überlebt.

## Tourismus
Die Vikos-Schlucht gehört zum Nationalpark Vikos-Aoos im Vikos-Aoos Geopark. Sie ist als Ziel für Wanderungen bekannt. Ein weiterer bekannter Aussichtspunkt ist der Veli-Felsen bei Vradeto ⊙. Von hier kann man beide Schluchten einsehen. Die Felsen fallen mehrere hundert Meter senkrecht ab.